# The Kingston Trio
The Kingston Trio es un grupo músico-vocal de folk pop que contribuyó al relanzamiento de la música folk a fines de los años 1950 y en los años sesenta. El grupo se fundó en el área de la Bahía de San Francisco y la formación original estuvo compuesta por Dave Guard, Bob Shane y Nick Reynolds. Alcanzaron fama internacional logrando ventas sin precedentes en el mercado discográfico y marcando una impronta en el quehacer de la música popular en los Estados Unidos.
El Trío grabó 19 álbumes, muchos de cuyos temas formaron parte del Top 100 de la revista Billboard; 14 se colocaron en las diez primeras y cinco de ellas alcanzaron el número uno. Cuatro los álbumes del grupo alcanzaron cifras récord de ventas entre noviembre y diciembre de 1959. En 2000 fueron incluidos en el Salón de la Fama de los Grupos Vocales.

## Historia

### Inicios
Dave Guard y Bob Shane habían sido amigos desde la escuela secundaria en Honolulu (Hawái), donde ambos habían aprendido a tocar el ukelele. Después de graduarse, en 1952, Guard se matriculó en la Universidad de Stanford mientras que Shane se matriculó en el cercano Menlo College. En Menlo, Shane se hizo amigo de Nick Reynolds. Ambos comenzaron a actuar en fiestas universitarias y eventualmente Shane le presentó a Reynolds a Guard, que se unió al grupo. Sin embargo, ninguno de los tres en ese momento tenía aspiraciones serias de ingresar al mundo del espectáculo profesional y Shane regresó a Hawái tras graduarse a finales de 1956 para trabajar en el negocio familiar de artículos deportivos.
Guard y Reynolds formaron un grupo llamado "The Kingston Quartet" con el bajista Joe Gannon y la vocalista Barbara Bogue. En 1957 audicionaron para Frank Werber, un caza talentos de San Francisco que quedó impresionado por la calidad del grupo pero recomendó que reemplazaran a Gannon. Bogue y Gannon abandonaron la formación y fue entonces cuando invitaron a Shane a unirse a la banda. Los cuatro redactaron un contrato como socios iguales en la oficina de Werber en San Francisco, decidiendo el nombre "Kingston Trio" porque evocaba, a través de su asociación con la capital de Jamaica, la música calipso popular en ese momento.

### Éxito comercial
La primera gran oportunidad para Kingston Trio se produjo a fines de junio de 1957 cuando la comediante Phyllis Diller canceló un compromiso de una semana en el club The Purple Onion en San Francisco. El trío sustituyó a la actriz y logró tanta popularidad que el compromiso de la semana inicial se extendió a seis meses. A raíz de este éxito, el grupo se embarcó en una gira que los llevó a actuar clubes nacionales a principios de 1958 tan destacados como Mister Kelly's en Chicago, Village Vanguard en Nueva York, Storyville en Boston y finalmente al Hungry i de San Francisco.
Al mismo tiempo, Werber estaba intentando aprovechar la popularidad del trío para conseguir un contrato de grabación. Tanto Dot Records como Liberty Records expresaron cierto interés, pero finalmente firmaron un contrato discográfico de siete años con Capitol Records. El primer álbum del grupo se grabó durante un período de tres días en febrero de 1958 y se lanzó en junio de ese año. El disco se vendió moderadamente bien y a raíz del éxito del tema "Tom Dooley" en las emisoras de radio estadounidenses, Capitol Records lanzó la canción como sencillo en agosto de 1958. "Tom Dooley" alcanzó el puesto número 1 en la lista Billboard Hot 100 finales de noviembre, vendió un millón de copias y recibió un disco de oro el 21 de enero de 1959. "Tom Dooley" también impulsó el álbum debut a la posición número 1 en las listas y ayudó a la banda a ganar un segundo disco de oro para el LP, que permaneció en las listas de los informes semanales de Billboard durante 195 semanas.
El éxito del álbum y el sencillo le valió al Kingston Trio un premio Grammy a la Mejor Interpretación Country y Western en 1959. En ese momento, no existía una categoría para la música folk. Al año siguiente, en gran parte como resultado del éxito de "Tom Dooley", la Academia Nacional de Artes y Ciencias de la Grabación instituyó una categoría folclórica y el trío ganó el primer premio Grammy a la mejor grabación folclórica étnica o tradicional por su segundo álbum de estudio, At Large.
Durante loa siguientes tres años, el trío publicó cuatro álbumes de estudio. Todos alcanzaron el número 1 en las listas de ventas y fueron galardonados con discos de oro. Para 1961, el grupo había vendido más de ocho millones de copias de sus discos. Durante cinco semanas consecutivas entre noviembre y diciembre de 1959, cuatro álbumes de Kingston Trio se ubicaron entre los diez primeros de la lista Top LP de Billboard.
A principios de 1961, se desarrolló y profundizó una brecha entre Guard por un lado y Shane y Reynolds por el otro. Guard había sido mencionado en la prensa y en las notas de los álbumes como el "líder reconocido" del grupo, una descripción que Shane y Reynolds nunca respaldaron por completo, quienes se sintieron iguales contribuyentes al repertorio y al éxito del grupo. Guard abandonó finalmente la formación y fue reemplazado por John Stewart,  quien conocía bien a Reynolds y Shane, había vendido anteriormente dos canciones al trío y era un guitarrista, banjoista y cantante competente. Stewart comenzó a ensayar y grabar con el grupo casi de inmediato, comenzando las apariciones públicas con el Trío en septiembre de 1961.

### Últimos años y disolución
Seis de los siguientes siete álbumes del grupo entre 1961 y 1963 continuaron ubicándose en el Top Ten de Billboard y varios de los sencillos más exitosos del grupo, incluidos " Where Have All the Flowers Gone? " y "Greenback Dollar", también figuraron en las listas. Sin embargo, a partir de 1964, el dominio del Kingston Trio en las ventas de discos y las reservas de conciertos comenzó a decaer, debido en parte al surgimiento de otros grupos comerciales de folk como Peter, Paul and Mary. La invasión británica encabezada por The Beatles, que fueron firmados por EMI/Capitol justo cuando el contrato de siete años del trío se estaba agotando, deprimió significativamente las ventas de álbumes folk acústicos y Capitol no hizo un esfuerzo serio para volver a firmar con el grupo.
Werber obtuvo una generosa bonificación por firmar de Decca Records y los últimos cuatro álbumes de la primera década del grupo fueron lanzados por ese sello. Sin embargo, sin las instalaciones de producción de Capitol y la experiencia de Voyle Gilmore y el ingeniero Pete Abbott, los lanzamientos de Decca carecían de la brillantez auditiva de los álbumes de Capitol[9] y ninguno de los cuatro se vendió especialmente bien. Para 1966, Reynolds se había cansado de las giras y Stewart quería lanzarse como cantautor por su cuenta. El grupo finalmente se dislvió el 17 de junio de 1967.

## Discografía

### Álbumes
- 1958 - The Kingston Trio
- 1959 - ...from the Hungry i (en directo)
- 1959 - Stereo Concert (en directo)
- 1959 - At Large
- 1959 - Here We Go Again!
- 1960 - Sold Out
- 1960 - String Along
- 1960 - The Last Month of the Year
- 1961 - Make Way
- 1961 - Goin' Places
- 1961 - Close-Up
- 1962 - College Concert (en directo)
- 1962 - Something Special
- 1962 - New Frontier
- 1963 - The Kingston Trio
- 1963 - Sunny Side!
- 1963 - Time to Think
- 1964 - Back in Town (en directo)
- 1964 - The Kingston Trio
- 1965 - Stay Awhile
- 1965 - Somethin' Else
- 1966 - Children of the Morning
- 1969 - Once Upon a Time (doble álbum en directo)